# Padmavat (poemat epicki)

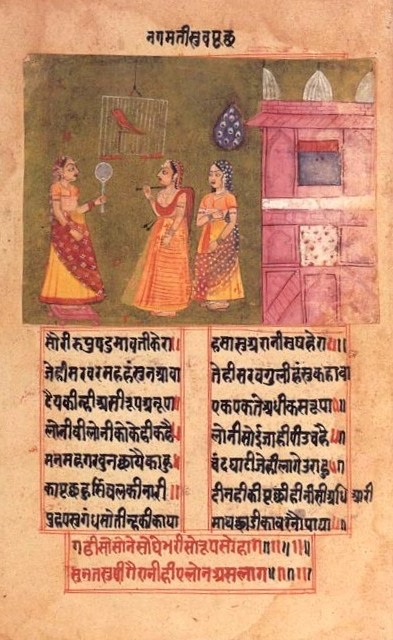
„Królowa Nagmati pyta swoją papugę, która z nich jest piękniejsza – ona czy Padmavati. Oczywiście dostaje niezadawalającą odpowiedź.” Ilustrowany rękopis Padmavat, c. 1750. Biblioteka Kongresu

Padmavat (lub Padmawat) to poemat epicki napisany w 1540 roku przez sufickiego poetę Malika Muhammada Jayasiego. Poemat został stworzony w hinduskim języku Awadhi  i pierwotnie w perskim skrypcie Nastaʿlīq.
Jest to najstarszy zachowany tekst pośród ważnych dzieł w Awadhi. Ten słynny fragment literatury sufizmu z tamtego okresu opowiada alegoryczną fikcyjną opowieść o uczuciu sułtana Delhi Ala ud-Din Chaldżiiego do tytułowej Padmavati, królowej Chittor. Alauddin Khalji i mąż Padmavati, Ratan Sen, są postaciami historycznymi, podczas gdy Padmavati jest postacią fikcyjną, chociaż jest to kwestionowane.

## Fabuła
Najbliższym przyjacielem Padmavati, księżniczki królestwa Singhal, jest gadająca papuga Hiramana. Jej ojciec nie pochwala ich bliskości i nakazuje zabić papugę. Papuga odlatuje, aby uniknąć kary, ale zostaje schwytana przez łapacza ptaków i ostatecznie kończy jako zwierzak władcy Chittor, Ratan Sena.
Zainspirowany opisem piękna Padmavati przez papugę, Ratan Sen postanawia odwiedzić królestwo Singhal. W towarzystwie 16 000 swoich wasali i książąt, z papugą jako przewodniczką, po przekroczeniu siedmiu mórz dociera do Singhal. Tam próbuje zdobyć Padmavati, wykonując wyrzeczenia w świątyni. Padmavati odwiedza świątynię, ale nie spotyka się z Ratan Senem. Ratan Sen decyduje się popełnić samobójstwo, bo nie spotkał kobiety. Bóstwa Shiva i Parvati interweniują, a Shiva radzi mu, aby zaatakował fortecę Singhal.
Przebrani za ascetów Ratan Sen i jego poplecznicy atakują fortecę, ale zostają schwytani przez Gandharvsena. Gdy Ratan Sen ma zostać stracony, jego bard ujawnia tożsamość władcy. Gandharvsen udziela ślubu Ratan Senowi i Padmavati, a także organizuje 16 000 kobiet padmini dla swoich towarzyszy. 
Gdy Padmavati i Ratan Sen konsumują swoje małżeństwo w Singhal, pierwsza żona Ratan Sena, Nagmati, tęskni za nim w Chittor. Używa ptaka, aby wysłać wiadomość do Singhala, po czym Ratan Sen postanawia wrócić do Chittor. Ratansen jest dumny z tego, że jest żonaty z najpiękniejszą kobietą na ziemi, za co w drodze powrotnej zostaje ukarany sztormem morskim. On i Padmavati zostają uratowani przez Ocean, ale cała ich świta ginie w burzy. Lakshmi, córka Oceanu, sprawdza miłość Ratan Sena do Padmavati, pojawiając się przed nim w przebraniu Padmavati. Ratan Sen zdaje egzamin i zostaje nagrodzony prezentami od Oceanu i Lakshmi. Dzięki tym darom rekrutuje nową świtę w Puri i wraca do Chittor.
W Chittor Padmavati i Nagmati rywalizują o uwagę Ratan Sena. Początkowo uspokaja je spędzanie z nim na przemian nocy. W międzyczasie władca wypędza bramińskiego dworzanina Raghava Chetana za oszustwo podczas konkursu. Padmavati wręcza Raghavowi bransoletkę, aby go udobruchać.
Raghav udaje się na dwór Alauddina Khaljiego w Delhi. Zapytany o bransoletkę, opisuje niezrównane piękno Padmavati. Alauddin następnie oblega Chittor i żąda Padmavati dla siebie. Ratan Sen odrzuca żądanie, proponując zamiast tego zapłacenie daniny. Alauddin odrzuca ofertę, a oblężenie trwa. Wreszcie, w ramach nowych warunków pokoju, Ratan Sen zaprasza Alauddina jako gościa do wnętrza fortu, wbrew radom swoich wasali Gory i Badal. Alauddin porywa Ratan Sena i wraca do Delhi.
Padmavati prosi Gorę i Badala o pomoc w uwolnieniu Ratan Sena. Gora i Badal oraz ich żołnierze wchodzą do fortecy Delhi, przebrani za Padmavati i jej towarzyszy. Uwalniają Ratan Sena, ale Gora zostaje zabity podczas ucieczki, podczas gdy Badal zabiera Ratan Sena do Chittor.
Podczas nieobecności Ratan Sena władca Kumbhalner Devpal proponuje Padmavati małżeństwo. Po powrocie Ratan Sen dowiaduje się o tej zniewadze i postanawia ukarać Devpala. W pojedynku Ratan Sen i Devpal zabijają się nawzajem. W międzyczasie armia Alauddina dociera do Chittor. W obliczu pewnej klęski Nagmati i Padmavati wraz z innymi kobietami z fortu popełniają samobójstwo przez jauhar (masowe samospalenie, zob. sati), podczas gdy mężczyźni walczą na śmierć. Alauddin zdobywa pustą fortecę.
Alauddin zastanawia się nad swoim pyrrusowym zwycięstwem i naturą nienasyconego pragnienia. Podnosi prochy Ratan Sena i jego żon Padmavati i Nagmati, lamentując, że „chciał tego uniknąć”. Alauddin kontynuuje: Pożądanie jest nienasycone, trwałe / ale ten świat jest iluzoryczny i przemijający / Nienasycone pragnienie, którego człowiek nadal ma / Dopóki życie się nie skończy i nie dotrze do grobu.

## Manuskrypt
Najwcześniejsze zachowane rękopisy Padmavat różnią się znacznie długością i są napisane w wielu różnych skryptach, w tym Kaithi, Nagari i Nastaʿlīq.
Rękopisy Nastaʿlīq stanowią najstarszą warstwę tekstu. Najwcześniejszym zachowanym rękopisem Padmavat jest rękopis Nastaliq skopiowany w 1675 roku w Amroha przez Muhammada Shakira. Został odkryty w Rampurze i zawiera międzyliniowe tłumaczenia perskie. Inne perskie rękopisy obejmują te skopiowane przez Rahimdada Khana z Shahjahanpur (1697) i Abdulla Ahmad Khan Muhammad z Gorakhpur (1695).
Rękopisy Kaithi zawierają dużą liczbę dodatkowych wersetów i często są niekompletne lub słabo przepisane.
Mataprasad Gupta opublikował krytyczną edycję tekstu, opartą na pięciu różnych rękopisach, z których najwcześniejszy pochodzi z XVII wieku.

## Tłumaczenia i adaptacje
Istnieje dwanaście adaptacji Padmavat w języku perskim i urdu. Najbardziej znane z nich to Rat-Padam i Shama-wa-parwanah. Rat-Padam (1618) Mulla Abdul Shakur lub Shaikh Shukrullah Bazmi z Gujarat ściśle podąża za fabułą Padmavat, ale pomija suficką symbolikę postaci i wydarzeń. Shama-wa-parwanah (1658) Aqil Khan Razi (gubernator Delhi pod rządami Aurangzeba) zachowuje symbolikę sufi.
Wpływ na to wywarł bengalski epos Padmavati napisany w XVI wieku przez Alaola. Zainspirował szereg powieści, dramatów i wierszy w XIX-wiecznej literaturze bengalskiej. Miał również bengalskie adaptacje autorstwa Kshirode Prasad Vidyavinode w 1906 i Abanindranath Tagore w 1909 roku.
Jedna ze słynnych literatur birmańskich, မင်း ကုသ နှင့် ပပဝတီ (Minkutha & Papawati), jest luźną adaptacją opowieści Padmavati, adaptowaną na kilka wersji sztuk teatralnych i książek.
Wczesne adaptacje kinowe obejmują tamilski film Chittoor Rani Padmini (1963), film hindi Maharani Padmini (1964) oraz  Padmaavat (2018), indyjski film Bollywood w reżyserii Sanjaya Leeli Bhansali.